# Вејверли (Вашингтон)
Вејверли (енгл. Waverly) град је у америчкој савезној држави Вашингтон. По попису становништва из 2010. у њему је живело 106 становника.

## Демографија
Према попису становништва из 2010. у граду је живело 106 становника, што је 15 (12,4%) становника мање него 2000. године.
| Група             | 2000.       | 2010.       |
| Белци             | 116 (95,9%) | 103 (97,2%) |
| Афроамериканци    | 0 (0,0%)    | 0 (0,0%)    |
| Азијати           | 0 (0,0%)    | 0 (0,0%)    |
| Хиспаноамериканци | 0 (0,0%)    | 1 (0,9%)    |
| Укупно            | 121         | 106         |